# Linda Sweeney
Pour les articles homonymes, voir Sweeney.
Linda Sweeney, née en 1953, est une triathlète américaine, vainqueur de la quatrième édition de l'Ironman d'Hawaï en 1981.

## Biographie
Lianda Sweeney est au collège une bonne coureuse et un excellente nageuse sur 500 mètres et 1 500 mètres, mais ne pratique absolument pas le vélo. C'est après avoir vu à la télé l’édition de 1981 de l'Ironman d'Hawaï, qu'elle décide d'y participer. C'est son petit ami Tom Hunt qui lui offre un vélo pour préparer la course de Kona, un Centurion d'une valeur de 350 dollars dont elle admet volontiers qu'elle savait à peine changer les vitesses. Malgré ses faibles connaissances de ce sport, elle sera une des trois femmes à cette époque à passer en dessous de la barre des sept heures pour la partie vélo. Elle confia à la presse qu'elle n'avait jamais senti qu'elle allait gagner, jusqu'à la ligne d'arrivée. Elle termine dans le noir avec un temps de 12 h 0 min 32 s. Elle remporte un gros trophée de bois et rien d'autre, pas d'argent, aucun reportage sur ABC.
Linda Sweeney  aurait pu continuer dans le triathlon, mais elle subit une fracture de stress au début de 1982 avant de déménager dans l'Oregon. En 1982, elle déménage avec Tom Hunt à Eugene, en Oregon et n'a jamais retenté le triathlon Ironman. Le couple s'est marié, s'est installé et a ensuite déménagé à San Diego quelques années plus tard. Dans cette ville, elle travaille comme entraîneur personnel au San Diego Athletic Club et comme  journaliste pour le périodique Coronado Aigle avant de s'installer dans son emploi actuel en tant que directeur du développement d'un organisme à but non lucratif. 
Aujourd'hui, Linda Sweeney reste une sportive accomplie et elle conserve dans son garage son vieux Centurion. S'estimant invitée trop tardivement pour préparer l'édition anniversaire de l'Ironman en 1998, elle décide de ne pas y participer. Elle s'estime heureuse d'avoir gagné en insistant sur le fait, qu'a cette époque elle ne l'avait fait « ni pour l'argent, ni pour la célébrité, mais uniquement parce qu'elle aimait le défi » que cela représentait . 
En 1982, la course sort de l'intimité et se révèle au monde par la retransmission sur les chaines de télévision de sa fin dramatique. Julie Moss passe la ligne d'arrivée en rampant et démarre la légende de l'Ironman d'Hawaï.

## Palmarès
Le tableau présente les résultats les plus significatifs (podium) obtenus sur le circuit international de triathlon depuis 1981.
| Année | Compétition     | Pays       | Position      | Temps           |
| ----- | --------------- | ---------- | ------------- | --------------- |
| 1981  | Ironman d'Hawaï | États-Unis | Médaille d'or | 12 h 0 min 32 s |